# Cícero
El  cícero  és una unitat de mesura tipogràfica per la qual es regeix tradicionalment tot el material d'impremta a Espanya i en altres països de l'Europa continental. Es divideix en 12 punts, equivalent a 4,5126 mm en el sistema Didot. Equival aproximadament a la pica anglosaxona.
Aquesta mesura no es troba internacionalment unificada. Als Estats Units, com en bona part dels països hispanoamericans, se l'anomena  pica  i, encara que també es divideix en 12 punts, és una cosa menor i equival a 4,2177 mm. En el sistema Fournier té també 12 punts però mesura 4,200 mm i en la Impremta Reial de Torí (Itàlia) mesura 4,776 mm.

## Història
El cícero va ser inventat pel tipògraf Pierre Simon Fournier a 1737. Fournier es va basar en una lletra d'11 punts amb què s'havia imprès en 1469, a Venècia, les  Epístoles familiars , Ciceró. D'aquí deriva el nom de  cícero .
El sistema va ser perfeccionat alguns anys després per François-Ambroise Didot. A diferència de Fournier, Didot no es va basar en cap lletra existent, sinó en el nònius o peu de rei. Establir que 72 cíceros feien un peu de rei i 12 punts Didot a 13 punts Fournier.